# Aeroportul Grootfontein
Aeroportul Grootfontein (IATA: GFY, ICAO: FYGF) este un aeroport din Grootfontein, Regiunea Otjozondjupa, Namibia.
Situat la o altitudine de 1.413 m, aeroportul dispune de o singură pistă.